# Feel Like Makin' Love (album)
Feel Like Makin' Love è il quinto album in studio della cantante statunitense Roberta Flack, pubblicato nel 1975.

## Tracce
1. Feelin' That Glow
2. I Wanted It Too
3. I Can See the Sun in Late December
4. Some Gospel According to Matthew
5. Feel Like Makin' Love
6. Mister Magic
7. Early Ev'ry Midnite
8. Old Heartbreak Top Ten
9. She's Not Blind